# Chuandianella
Chuandianella — викопний рід креветкоподібних членистоногих, що існував у середньому кембрії (520—516 млн років тому). Численні викопні відбитки тварини знайдені у лагерштетті Маотяньшаньських сланців у провінції Юньнань на півдні Китаю.